# E-privacyverordening
De e-privacyverordening (ePV) is een voorgestelde Europese verordening die de e-privacyrichtlijn moet vervangen, omdat zij beter zou zijn afgestemd op de nieuwe technologische realiteit. De aanpassingen omvatten onder andere verbetering van de beveiliging en vertrouwelijkheid van communicatie, het definiëren van duidelijkere regels over volgtechnologieën zoals cookies en meer harmonisatie tussen de lidstaten.

## E-privacyverordening versus richtlijn

### Verordening versus richtlijn
Het voorstel beoogt de omzetting van de e-privacyrichtlijn in een (nieuwe) e-privacyverordening.
Een Europese verordening wordt namelijk rechtstreeks van toepassing, wat betekent dat zij rechtstreeks recht schept dat in alle EU-lidstaten dezelfde kracht heeft als het nationale recht, zonder dat nationale instanties daarvoor iets hoeven te doen. Een Europese richtlijn daarentegen is weliswaar verbindend ten aanzien van het te bereiken resultaat voor elke lidstaat waarvoor zij bestemd is, doch aan de nationale instanties wordt de bevoegdheid gelaten vorm en middelen te kiezen. De Richtlijn verplicht lidstaten om hun wetgeving aan te passen zodat zij eenzelfde welbepaald eindresultaat beogen, maar laten de keuze van de methode over aan elke lidstaat.

### Nieuw in de verordening
De verordening omvat:
- niet alleen email en sms, maar alle vormen van elektronische communicatie, ook het internet der dingen, internet-telefonie (zoals Skype) en de diensten van internetproviders
- niet alleen persoonlijke gegevens, ook metadata, verwerkt als "big data"
- extra-verplichtingen inzake vernietigen van gegevens na verzending
- een herziening van de cookie-regeling, met onderscheid tussen technisch-noodzakelijke en andere cookies.[1]

## E-privacyverordening versus AVG
De e-privacyverordening is bedoeld als zogenaamde lex specialis bij de AVG. Ze geeft meer invulling aan de algemene AVG-regels door ze toe te passen en te specificeren als het specifiek gaat om elektronische communicatiegegevens die als persoonsgegevens worden aangemerkt. Deze verordening richt zich op bedrijven die online communiceren, gebruikmaken van tracking-technologieën en direct marketing. Het startpunt is de AVG, maar in de specifieke gevallen waarin een organisatie te maken heeft met elektronische communicatiegegevens zal de e-privacyverordening leidend zijn.

## Opinie Europese privacytoezichthouders
De Europese privacytoezichthouders, verzameld in de zogeheten Artikel 29-werkgroep (WP29), zijn positief over de keuze voor een verordening. De privacytoezichthouders hebben belangrijke zorgen over 4 bepalingen in het voorstel: wifi-tracking, analyse van inhoud en metadata, cookiemuren en privacy by default.
Het Europees Comité voor gegevensbescherming (EDPB) is de opvolger van de vroegere “Werkgroep artikel 29” (WP29).

## Onderhandelingen
Het voorstel van de Commissie van januari 2017 is nog steeds in onderhandeling. 
- In februari 2021 is op Europees niveau een unaniem gedragen concepttekst opgeleverd, waarover men nader overleg voert. Aangezien de regeling verregaande gevolgen kan hebben voor het bedrijfsmodel van grote internetbedrijven, wordt er intens rond gelobbyd.[5]
- In maart 2021 werd gemeld dat Frankrijk een inspanning leidde om het ePrivacy-initiatief te wijzigen om nationale veiligheidsdiensten van sommige bepalingen vrij te stellen.[6]
- Op 6 juli 2021 keurde het Europees Parlement een uitzondering op de ePrivacy-regeling goed die aanbieders van elektronische communicatiediensten in staat stelt om privé online berichten te scannen en te rapporteren die materiaal bevatten dat kinderseksueel misbruik afbeeldt, en bedrijven toestaat goedgekeurde technologieën toe te passen om groomingtechnieken te detecteren.[7]
- Er zijn momenteel driehoeksbesprekingen gaande tussen de EU-commissie, het Parlement en de Raad van de Europese Unie om overeenstemming te bereiken over de definitieve tekst van de regeling.[8]

Verwacht wordt dat de E-privacyverordening (ePrivacy Regulation) in 2024 wordt afgerond en in werking treedt.